# Danh sách album quán quân năm 2010 (Mỹ)
Dưới đây là danh sách các album đạt vị trí quán quân trên bảng xếp hạng Billboard 200 trong năm 2010 tại Hoa Kỳ phát hành hàng tuần bởi tạp chí âm nhạc Billboard.
| Ngày phát hành | Album                                  | Nghệ sĩ                | Nguồn  |
| -------------- | -------------------------------------- | ---------------------- | ------ |
| 2 tháng 1      | I Dreamed a Dream                      | Susan Boyle            | [ 1 ]  |
| 9 tháng 1      | I Dreamed a Dream                      | Susan Boyle            | [ 2 ]  |
| 16 tháng 1     | I Dreamed a Dream                      | Susan Boyle            | [ 3 ]  |
| 23 tháng 1     | Animal                                 | Kesha                  | [ 4 ]  |
| 30 tháng 1     | Contra                                 | Vampire Weekend        | [ 5 ]  |
| 6 tháng 2      | Hope for Haiti Now                     | Nhiều nghệ sĩ          | [ 6 ]  |
| 13 tháng 2     | Need You Now                           | Lady Antebellum        | [ 7 ]  |
| 20 tháng 2     | Need You Now                           | Lady Antebellum        | [ 8 ]  |
| 27 tháng 2     | Soldier of Love                        | Sade                   | [ 9 ]  |
| 6 tháng 3      | Soldier of Love                        | Sade                   | [ 10 ] |
| 13 tháng 3     | Soldier of Love                        | Sade                   | [ 11 ] |
| 20 tháng 3     | Need You Now                           | Lady Antebellum        | [ 12 ] |
| 27 tháng 3     | Battle of the Sexes                    | Ludacris               | [ 13 ] |
| 3 tháng 4      | Need You Now                           | Lady Antebellum        | [ 14 ] |
| 10 tháng 4     | My World 2.0                           | Justin Bieber          | [ 15 ] |
| 17 tháng 4     | Raymond v. Raymond                     | Usher                  | [ 16 ] |
| 24 tháng 4     | My World 2.0                           | Justin Bieber          | [ 17 ] |
| 1 tháng 5      | My World 2.0                           | Justin Bieber          | [ 18 ] |
| 8 tháng 5      | Glee: The Music, The Power of Madonna  | Dàn diễn viên của Glee | [ 19 ] |
| 15 tháng 5     | The Adventures of Bobby Ray            | B.o.B                  | [ 20 ] |
| 22 tháng 5     | The Oracle                             | Godsmack               | [ 21 ] |
| 29 tháng 5     | My World 2.0                           | Justin Bieber          | [ 22 ] |
| 5 tháng 6      | Glee: The Music, Volume 3 Showstoppers | Dàn diễn viên của Glee | [ 23 ] |
| 12 tháng 6     | Glee: The Music, Volume 3 Showstoppers | Dàn diễn viên của Glee | [ 24 ] |
| 19 tháng 6     | To the Sea                             | Jack Johnson           | [ 25 ] |
| 26 tháng 6     | Glee: The Music, Journey to Regionals  | Dàn diễn viên của Glee | [ 26 ] |
| 3 tháng 7      | Thank Me Later                         | Drake                  | [ 27 ] |
| 10 tháng 7     | Recovery                               | Eminem                 | [ 28 ] |
| 17 tháng 7     | Recovery                               | Eminem                 | [ 29 ] |
| 24 tháng 7     | Recovery                               | Eminem                 | [ 30 ] |
| 31 tháng 7     | Recovery                               | Eminem                 | [ 31 ] |
| 7 tháng 8      | Recovery                               | Eminem                 | [ 32 ] |
| 14 tháng 8     | Nightmare                              | Avenged Sevenfold      | [ 33 ] |
| 21 tháng 8     | The Suburbs                            | Arcade Fire            | [ 34 ] |
| 28 tháng 8     | Recovery                               | Eminem                 | [ 35 ] |
| 4 tháng 9      | Recovery                               | Eminem                 | [ 36 ] |
| 11 tháng 9     | Teenage Dream                          | Katy Perry             | [ 37 ] |
| 18 tháng 9     | Asylum                                 | Disturbed              | [ 38 ] |
| 25 tháng 9     | Kaleidoscope Heart                     | Sara Bareilles         | [ 39 ] |
| 2 tháng 10     | A Thousand Suns                        | Linkin Park            | [ 40 ] |
| 9 tháng 10     | You Get What You Give                  | Zac Brown Band         | [ 41 ] |
| 16 tháng 10    | Hemingway's Whiskey                    | Kenny Chesney          | [ 42 ] |
| 23 tháng 10    | Bullets in the Gun                     | Toby Keith             | [ 43 ] |
| 30 tháng 10    | I Am Not a Human Being                 | Lil Wayne              | [ 44 ] |
| 6 tháng 11     | The Incredible Machine                 | Sugarland              | [ 45 ] |
| 13 tháng 11    | Speak Now                              | Taylor Swift           | [ 46 ] |
| 20 tháng 11    | Speak Now                              | Taylor Swift           | [ 47 ] |
| 27 tháng 11    | The Gift                               | Susan Boyle            | [ 48 ] |
| 4 tháng 12     | The Gift                               | Susan Boyle            | [ 49 ] |
| 11 tháng 12    | My Beautiful Dark Twisted Fantasy      | Kanye West             | [ 50 ] |
| 18 tháng 12    | The Gift                               | Susan Boyle            | [ 51 ] |
| 25 tháng 12    | The Gift                               | Susan Boyle            | [ 52 ] |